# 2362 Mark Twain
2362 Mark Twain è un asteroide della fascia principale. Scoperto nel 1976, presenta un'orbita caratterizzata da un semiasse maggiore pari a 2,1951537 au e da un'eccentricità di 0,1931755, inclinata di 3,95022° rispetto all'eclittica.
L'asteroide è dedicato allo scrittore statunitense Mark Twain.